# Route nationale 86 (Belgique)
Pour les articles homonymes, voir Route nationale 86.
La route nationale 86 est une route nationale de Belgique qui relie Aywaille à Ave-et-Auffe (Rochefort). Elle traverse successivement les provinces de Liège, Luxembourg et Namur en suivant un axe nord-est/sud-ouest. Elle se confond avec la route nationale 63 (E46) dans le centre de Marche-en-Famenne.
Elle enjambe successivement l'Ourthe à Hotton, la Wamme à Jemelle, la Lhomme à Rochefort et la Lesse à Han-sur-Lesse.
Elle a la particularité de suivre la bande calcaire (grottes, chantoirs et autres phénomènes karstiques) de la région géologique de la Calestienne sur la quasi-totalité de son parcours.

## Description du tracé

### Communes sur le parcours
- Région wallonne
  -  Province de Liège
    - Aywaille
    - Ferrières
    - Hamoir
    - Ferrières

  -  Province de Luxembourg
    - Durbuy
    - Érezée
    - Hotton
    - Marche-en-Famenne

  -  Province de Namur
    - Rochefort

## Statistiques de fréquentation
| BK   | Début                            | Fin                           | Trafic moyen journalier (6h–22h, en milliers), | Trafic moyen journalier (6h–22h, en milliers), | Trafic moyen journalier (6h–22h, en milliers), | Trafic moyen journalier (6h–22h, en milliers), | Trafic moyen journalier (6h–22h, en milliers), | Trafic moyen journalier (6h–22h, en milliers), | Trafic moyen journalier (6h–22h, en milliers), |
| BK   | Début                            | Fin                           | 1985                                           | 1990                                           | 1995                                           | 2000                                           | 2005                                           | 2010                                           | 2015                                           |
| ---- | -------------------------------- | ----------------------------- | ---------------------------------------------- | ---------------------------------------------- | ---------------------------------------------- | ---------------------------------------------- | ---------------------------------------------- | ---------------------------------------------- | ---------------------------------------------- |
| 0,3  | Aywaille                         | Ferrières (Xhoris)            | 4,6                                            | 5,8                                            | 6,7                                            | 6,6                                            | 6,8                                            | –                                              | –                                              |
| 15,3 | Ferrières (Logne)                | Durbuy (Bomal)                | 3,0                                            | 2,7                                            | 2,4                                            | 3,2                                            | 3,2                                            | –                                              | –                                              |
| 24,3 | Durbuy (Barvaux-sur-Ourthe) N983 | Hotton                        | 3,2                                            | 3,0                                            | 3,2                                            | 3,2                                            | 3,1                                            | 3,2                                            | –                                              |
| 34,0 | Hotton                           | Marche-en-Famenne             | 5,5                                            | 6,2                                            | 7,3                                            | 7,7                                            | 6,7                                            | 7,7                                            | –                                              |
| 39,1 | Marche-en-Famenne                | Marche-en-Famenne             | 6,0                                            | 8,2                                            | 9,7                                            | 10,9                                           | 12,3                                           | –                                              | –                                              |
| 39,4 | Marche-en-Famenne                | Marche-en-Famenne             | 11,0                                           | 14,7                                           | 17,0                                           | 23,5                                           | 26,6                                           | –                                              | –                                              |
| 39,5 | Marche-en-Famenne                | Marche-en-Famenne             | 13,0                                           | 13,0                                           | 16,4                                           | 22,9                                           | 25,9                                           | –                                              | –                                              |
| 41,2 | Marche-en-Famenne                | Marche-en-Famenne (Waha) N86b | 10,0                                           | 9,2                                            | 8,0                                            | 7,4                                            | 9,0                                            | –                                              | –                                              |
| 52,0 | Rochefort (Jemelle)              | Rochefort N949                | 5,8                                            | 6,8                                            | 8,2                                            | 8,9                                            | 9,3                                            | 9,6                                            | –                                              |